# نیروگاه سیکل ترکیبی دالاهو
نیروگاه سیکل ترکیبی دالاهو (استان کرمانشاه، شهرستان اسلام‌آباد غرب)، یکی از نیروگاه‌های ایران از نوع سیکل ترکیبی با ظرفیت تولید ۹۰۰ مگاوات است که شامل ۲ واحد گازی ۳۰۰ مگاواتی کلاس F و ۱ واحد بخار ۲۹۰ مگاواتی در قالب طرح B.O.O (ساخت، بهره‌برداری، مالکیت) است.
این نیروگاه بر خلاف نامش در شهرستان دالاهو واقع نشده بلکه در شهرستان اسلام‌آباد غرب قرار دارد.
این نیروگاه در حال ساخت است. واحد گازی نخست آن به ظرفیت نامی ۳۱۰ مگاوات در تاریخ سه‌شنبه نوزدهم آذرماه ۱۳۹۸ با حضور رئیس مجلس شورای اسلامی، وزیر نیرو، استاندار کرمانشاه، نماینده مردم اسلام‌آباد غرب و دالاهو در مجلس شورای اسلامی، مدیران ارشد گروه فراب و جمعی از مسئولان استانی و سفیر ایتالیا در جمهوری اسلامی ایران، افتتاح شد.
سوخت اصلی این نیروگاه گاز طبیعی و سوخت پشتیبان آن نفت گاز (گازوئیل) است. پست برق نیروگاه ۴۰۰ کیلوولت است.
در پروژه ساخت این نیروگاه، سرمایه‌گذار شرکت فراب است.